# 栃木市立国府北小学校
栃木市立国府北小学校（とちぎしりつ こうきたしょうがっこう）は、栃木県栃木市大塚町にある公立小学校。

## 通学区域
旧国府村域の北部に相当する地区が国府北小学校の学区となっている。
- 栃木市
  - 大塚町[1]
  - 惣社町
  - 国府町の一部
  - 柳原町

## 周辺
- 栃木市役所国府支所
- 栃木警察署惣社町駐在所
- 国府郵便局
- 野州大塚駅
- 栃木県県南高等看護専門学院

## 交通
- 東武鉄道宇都宮線 野州大塚駅より約230m